# Danger Trail (film 1917)
Danger Trail è un film muto del 1917 diretto da Frederick A. Thomson. La sceneggiatura si basa sull'omonimo romanzo di James Oliver Curwood che era stato pubblicato a Indianapolis nel 1910.
Prodotto dalla Selig Polyscope Company, il film aveva come interpreti H.B. Warner, Violet Heming, Lawson Butt.

## Trama
John Howland, che si trova nella Baia di Hudson per costruire una ferrovia, incontra Meleese Thoreau, una giovane donna di cui si innamora. Ma lei lo avverte che i suoi tre fratelli sono alla ricerca di un uomo di nome John Howland, il figlio dell'assassino della loro madre, che i tre hanno giurato di uccidere. John viene catturato e sta quasi per morire quando riesce a fuggire, aiutato da Meleese e da Jean Croisset, un meticcio. Alla fine, i tre fratelli scopriranno che si tratta di omonimia e che hanno perseguitato l'uomo sbagliato: l'innocente John potrà finalmente convolare a nozze con la sua Meleese.

## Produzione
Il film fu prodotto dalla Selig Polyscope Company.

## Distribuzione
Il copyright del film, richiesto dalla Selig Polyscope Co., fu registrato il 17 aprile 1917 con il numero LP10629.
Distribuito dalla K-E-S-E Service, il film uscì nelle sale cinematografiche statunitensi il 30 aprile 1917.

### Conservazione
Non si conoscono copie ancora esistenti della pellicola che viene considerata presumibilmente perduta.